# عماد لحود
عماد لحّود (بالفرنسية: Imad Lahoud)‏ (ولد في 7 أكتوبر 1967) هو أستاذ رياضيات لبناني-فرنسي، تورط في قضية كليرستريم.

## النشأة والدراسة
ولد عماد لحود في لبنان لفيكتور لحود ونوال الخوري وهاجر إلى فرنسا بعد ذلك. تحصل على التبريز في الرياضيات في يوليو 2009 برتبة 196 من أصل 250. هو أخ مروان لحود مدير عام مفوّض للإستراتيجية والتسويق بإي إيه دي إس.

## وصلات خارجية
- http://www.al-akhbar.com/sites/default/files/pdfs/20091024/p03_20091024.pdf الأخبار، 24 أكتوبر 2009
- من هو اللبناني عماد لحود الضالع في فضيحة "كليرستريم 2" القوات اللبنانية، 24 أكتوبر 2009
- المناظرة الخارجية للتبريز في الرياضيات دورة 2009
- عماد لحود في الفيلم